# FK Bobroejsk
FK Bobroesjk (Wit-Russisch ФК Бабруйск, Russisch Фк Бобруйск) was een Wit-Russische voetbalclub uit de stad Babroejsk. In het clublogo gebruikte de club de club de Russische naam Bobroesjk en niet de Wit-Russische naam Babroejsk. 
De club was in 1992 medeoprichter van de hoogste klasse en werd dat jaar vierde. In 1992/93 werden ze zesde.  Het volgende seizoen werd de vijfde plaats bereikt en de bekerfinale, die verloren werd van Dinamo Minsk. Omdat Minsk kampioen was mocht Fandok deelnemen aan de Europacup II, maar werd al in de voorronde door het Albanese SK Tirana verslagen. Het volgende seizoen werd de naam veranderd ik FK Bobroesjk. Na het overgangsseizoen in de herfst van 1995 dat maar 15 wedstrijden had degradeerde de club. Kort daarna verdween de club.

## Erelijst
- Beker van Wit-Rusland
  - Finale: 1994
- Beker van het seizoen
  - Finale: 1994

## Historische namen
- Opgericht als FK Traktor Bobroesjk
- 1992: FK Fandok Bobroejsk
- 1995: FK Bobroesjk

## Fandok in Europa
#Q = #kwalificatieronde, T/U = Thuis/Uit, W = Wedstrijd, PUC = punten UEFA coëfficiënten .
Uitslagen vanuit gezichtspunt FC Babrujsk 
| Seizoen | Competitie   | Ronde | Land             | Club      | Totaalscore | 1e W    | 2e W    | PUC |
| ------- | ------------ | ----- | ---------------- | --------- | ----------- | ------- | ------- | --- |
| 1994/95 | Europacup II | Q     | Vlag van Albanië | SK Tirana | 4-4 u       | 4-1 (T) | 0-3 (U) | 2.0 |

Totaal aantal punten voor UEFA coëfficiënten: 2.0